# Camilla Rosatello
Camilla Rosatello (Saluzzo, 28 maggio 1995) è una tennista italiana.

## Carriera
Si allena al Vehementia Tennis Team Cuneo con Duccio Castellano ed Enrico Gramaglia. Il suo miglior ranking in singolare è il numero 225 del mondo, mentre in doppio è il numero 76. Particolarmente apprezzata in doppio, nel febbraio 2017 è stata aggregata alla nazionale italiana di Fedcup che ha partecipato all'incontro contro la Slovacchia, pur non essendo ufficialmente convocata. La convocazione ufficiale arriva nell'aprile del 2017 per rappresentare l'Italia in Fed cup nell'incontro vinto contro China Taipei; esordisce nella manifestazione il 23 aprile 2017 nella partita di doppio, in coppia con Jasmine Paolini, partita persa per 6-4 6-4 contro Chuang e Shu.
In questo anno ottiene sei vittorie in tornei ITF, risultato poi superato nel 2021 quando conquista sette titoli nello stesso circuito.
Nel 2022, dopo nove sconfitte in finale, vince il suo primo titolo ITF in singolare a Pula. In questa stagione inizia a giocare con continuità il doppio insieme ad Angelica Moratelli formando un sodalizio che la porterà a raccogliere i migliori risultati in carriera: su tutti la prima finale in un torneo WTA a Palermo dove, sconfitte Errani e Paolini in semifinale, la coppia italiana perde con Sizikova e Zimmermann per 2-6, 4-6. In seguito, sempre con Moratelli, vince il primo titolo WTA 125 in Romania a cui fa seguito, nel marzo 2024, il secondo trofeo di questa categoria conquistato ad Adalia. Grazie a questi risultati fa il suo ingresso nella top100 WTA di doppio raggiungendo il best ranking a maggio 2024 con la posizione numero 76.

## Statistiche WTA

### Doppio

#### Sconfitte (2)
| Legenda              |
| -------------------- |
| Grande Slam (0)      |
| Argenti Olimpici (0) |
| WTA Finals (0)       |
| WTA Elite Trophy (0) |
| Dal 2021             |
| WTA 1000 (0)         |
| WTA 500 (0)          |
| WTA 250 (2)          |

| N. | Data           | Torneo                       | Superficie  | Compagna           | Avversarie in finale               | Punteggio |
| 1. | 23 luglio 2023 | Palermo Ladies Open, Palermo | Terra rossa | Angelica Moratelli | Jana Sizikova Kimberley Zimmermann | 2-6, 4-6  |
| 2. | 23 maggio 2025 | Marocco Open, Rabat          | Terra rossa | Angelica Moratelli | Maya Joint Oksana Kalašnikova      | 3-6, 5-7  |

## Circuito WTA 125

### Doppio

#### Vittorie (2)
| N. | Data              | Torneo                             | Superficie  | Compagna           | Avversarie in finale                    | Punteggio         |
| 1. | 16 settembre 2023 | Țiriac Foundation Trophy, Bucarest | Terra rossa | Angelica Moratelli | Valentini Grammatikopoulou Anna Sisková | 7-5, 6-4          |
| 2. | 30 marzo 2024     | Megasaray Hotels Open, Adalia      | Terra rossa | Angelica Moratelli | Tímea Babos Vera Zvonarëva              | 6-3, 3-6, [15-13] |

#### Sconfitte (1)
| N. | Data             | Torneo                                | Superficie | Compagna           | Avversarie in finale           | Punteggio   |
| 1. | 25 febbraio 2024 | Puerto Vallarta Open, Puerto Vallarta | Cemento    | Angelica Moratelli | Iryna Šymanovič Renata Zarazúa | 2-6, 6(1)-7 |

## Statistiche ITF

### Singolare

#### Vittorie (1)
| Torneo $100.000 (0) |
| Torneo $80.000 (0)  |
| Torneo $75.000 (0)  |
| Torneo $60.000 (0)  |
| Torneo $50.000 (0)  |
| Torneo $40.000 (0)  |
| Torneo $25.000 (1)  |
| Torneo $15.000 (0)  |
| Torneo $10.000 (0)  |

| N. | Data           | Torneo                        | Superficie  | Avversaria in finale | Punteggio |
| 1. | 24 aprile 2022 | ForteVillage ITF Trophy, Pula | Terra rossa | Ekaterina Rejngol'd  | 6-3, 6-4  |

#### Sconfitte (11)
| Torneo $100.000 (0) |
| Torneo $80.000 (0)  |
| Torneo $75.000 (0)  |
| Torneo $60.000 (1)  |
| Torneo $50.000 (1)  |
| Torneo $40.000 (0)  |
| Torneo $25.000 (2)  |
| Torneo $15.000 (4)  |
| Torneo $10.000 (3)  |

| N.  | Data              | Torneo                                                       | Superficie      | Avversaria in finale  | Punteggio        |
| 1.  | 12 maggio 2013    | Jolie Ville Golf Women's, Sharm el-Sheikh                    | Cemento         | İpek Soylu            | 5-7, 1-6         |
| 2.  | 21 luglio 2013    | Ciudad de Valladolid, Valladolid                             | Terra rossa     | Andrea Lázaro García  | 3-6, 6-3, 0-6    |
| 3.  | 11 ottobre 2015   | Forte Village International Tournament, Pula                 | Terra rossa     | Anne Schäfer          | 1-6, 3-6         |
| 4.  | 24 settembre 2016 | Open GDF SUEZ de Bretagne, Saint-Malo                        | Terra rossa     | Maryna Zanevs'ka      | 1-6, 3-6         |
| 5.  | 12 marzo 2017     | Internationaux Féminins d'Amiens, Amiens                     | Terra rossa (i) | Audrey Albié          | 3-6, 4-6         |
| 6.  | 1º luglio 2017    | Open GDF SUEZ du Périgord, Périgueux                         | Terra rossa     | Patty Schnyder        | 4-6, 5-7         |
| 7.  | 27 ottobre 2019   | Soho Square Egypt Women's, Sharm el-Sheikh                   | Cemento         | Viktoryja Kanapackaja | 2-6, 2-6         |
| 8.  | 5 settembre 2020  | CMG Tennis Cup, Trieste                                      | Terra rossa     | Federica Di Sarra     | 0-6, 1-6         |
| 9.  | 14 marzo 2021     | Movistar World Tennis Tour, Manacor                          | Cemento         | Marina Bassols Ribera | 5-7, 2-6         |
| 10. | 12 giugno 2022    | Internazionali Femminili di Tennis Città di Caserta, Caserta | Terra rossa     | Kristina Mladenovic   | 4-6, 6-4, 6(3)-7 |
| 11. | 25 settembre 2022 | ForteVillage ITF Trophy, Pula                                | Terra rossa     | Katharina Hobgarski   | 1-6, 1-6         |

### Doppio

#### Vittorie (40)
| Torneo $100.000 (1) |
| Torneo $80.000 (0)  |
| Torneo $75.000 (0)  |
| Torneo $60.000 (7)  |
| Torneo $50.000 (0)  |
| Torneo $40.000 (2)  |
| Torneo $25.000 (14) |
| Torneo $15.000 (3)  |
| Torneo $10.000 (13) |

| N.  | Data              | Torneo                                                        | Superficie      | Compagna               | Avversaria in finale                           | Punteggio              |
| 1.  | 3 settembre 2011  | Città di Sanremo, Sanremo                                     | Terra rossa     | Benedetta Davato       | Francesca Gariglio Giorgia Marchetti           | 6-2, 6-4               |
| 2.  | 27 aprile 2013    | Heraklion Hellenic Zeus Circuit, Heraklion                    | Sintetico       | Tamara Curovic         | Olga Parres Azcoitia Nuria Párrizas Díaz       | 7-6(4), 6-3            |
| 3.  | 26 maggio 2013    | Jolie Ville Golf Women's, Sharm el-Sheikh                     | Cemento         | Zhu Aiwen              | Anna Fitzpatrick Kamila Kerimbajeva            | 6-4, 6-3               |
| 4.  | 13 luglio 2013    | Trofeo Mabo, Torino                                           | Terra rossa     | Ol'ga Dorošina         | Marina Marini Yuka Mori                        | 6-2, 6-1               |
| 5.  | 21 luglio 2013    | Ciudad de Valladolid, Valladolid                              | Cemento         | Rutuja Bhosale         | Lucía Cervera Vázquez Carolina Prats Millán    | 6-4, 6-0               |
| 6.  | 12 gennaio 2014   | Open ASPTT Martinique, Fort-de-France                         | Cemento         | Manon Peral            | Akvilė Paražinskaitė Rosalie van der Hoeck     | 6-4, 6-4               |
| 7.  | 6 luglio 2014     | Iris Ladies Trophy, Bruxelles                                 | Terra rossa     | Alice Matteucci        | Diana Buzeau Natela Dzalamidze                 | 6-2, 6-4               |
| 8.  | 17 agosto 2014    | Innsbruck Open, Innsbruck                                     | Terra rossa     | Zuzanna Maciejewska    | Isabella Šinikova Julija Stamatova             | 6-2, 6-2               |
| 9.  | 15 marzo 2015     | Topspin Energy Cup, Solarino                                  | Cemento         | Deborah Chiesa         | Marta Bellucco Camilla Sacala                  | 7-6(4), 6-3            |
| 10. | 8 agosto 2015     | Open Castilla y León, El Espinar                              | Cemento         | Olga Parres Azcoitia   | Arabela Fernandez Rabener Francesca Stephenson | 6-1, 6-2               |
| 11. | 10 ottobre 2015   | Forte Village International Tournament, Pula                  | Terra rossa     | Vanda Lukács           | Dasha Ivanova Melany Krywoj                    | 6-3, 6-2               |
| 12. | 7 novembre 2015   | ITF Women's Circuit Casablanca, Casablanca                    | Terra rossa     | Olga Parres Azcoitia   | Alice Bacquié Inês Murta                       | 6-2, 6-4               |
| 13. | 13 novembre 2015  | ITF Women's Circuit Casablanca, Casablanca                    | Terra rossa     | Olga Parres Azcoitia   | Melanie Klaffner Anna Morgina                  | 6-2, rit.              |
| 14. | 20 novembre 2015  | ITF Women's Circuit Casablanca, Casablanca                    | Terra rossa     | Olga Parres Azcoitia   | Irina Fetecău Camelia-Elena Hristea            | 6-4, 6-3               |
| 15. | 26 agosto 2016    | Trofeo CPZ, Bagnatica                                         | Terra rossa     | Alice Matteucci        | Conny Perrin Jana Sizikova                     | 6-4, 5-7, [10-5]       |
| 16. | 14 ottobre 2016   | Forte Village International Tournament, Pula                  | Terra rossa     | Kathinka von Deichmann | Cristiana Ferrando Vivien Juhászová            | 6-1, 3-6, [10-7]       |
| 17. | 10 marzo 2017     | Internationaux Féminins d'Amiens, Amiens                      | Terra rossa (i) | Melanie Stokke         | Ilona Kramen' Diāna Marcinkēviča               | 6-4, 6-1               |
| 18. | 8 aprile 2017     | Forte Village International Tournament, Pula                  | Terra rossa     | Alice Matteucci        | Bibiane Schoofs Sandra Zaniewska               | 6-1, 6-3               |
| 19. | 30 giugno 2017    | Open GDF SUEZ du Périgord, Périgueux                          | Terra rossa     | Kimberley Zimmermann   | Marion Arcangioli Shérazad Reix                | 6-4, 6-3               |
| 20. | 13 agosto 2017    | Hechingen Ladies Open, Hechingen                              | Terra rossa     | Sofia Šapatava         | Romy Kölzer Lena Rüffer                        | 6-2, 6-4               |
| 21. | 28 ottobre 2017   | Forte Village International Tournament, Pula                  | Terra rossa     | Cristina Dinu          | Elena Bogdan Anita Husarić                     | 6-2, 6-1               |
| 22. | 4 novembre 2017   | Forte Village International Tournament, Pula                  | Terra rossa     | Claudia Giovine        | Anastasia Grymalska Ganna Poznichirenko        | 6-2, 2-6, [10-7]       |
| 23. | 1º settembre 2018 | Trofeo CPZ, Bagnatica                                         | Terra rossa     | Giorgia Marchetti      | Deborah Chiesa Jasmine Paolini                 | 6-4, 4-6, [10-8]       |
| 24. | 30 gennaio 2021   | Movistar World Tennis Tour, Manacor                           | Cemento         | Ylena In-Albon         | Ángela Fita Boluda Oksana Selechmet'eva        | 7-6(3), 6(9)-7, [10-5] |
| 25. | 26 febbraio 2021  | Internationaux Féminins de la Vienne, Poitiers                | Cemento (i)     | Federica Di Sarra      | Seone Mendez Estelle Cascino                   | 6-4, 6-3               |
| 26. | 27 marzo 2021     | Open du Havre, Le Havre                                       | Terra rossa (i) | Francisca Jorge        | Anaëlle Leclercq Lucie Nguyen Tan              | 7-5, 6-2               |
| 27. | 30 maggio 2021    | Krka Open Otocec, Otočec                                      | Terra rossa     | Federica Di Sarra      | Lea Bošković Raluca Șerban                     | 6-4, 6(4)-7, [10-4]    |
| 28. | 2 luglio 2021     | Open Montpellier Méditerranée Métropole Hérault, Montpellier  | Terra rossa     | Estelle Cascino        | Liang En-shuo Yuan Yue                         | 6-3, 6-2               |
| 29. | 10 luglio 2021    | Trofeo Mabo, Torino                                           | Terra rossa     | Federica Di Sarra      | Lucia Bronzetti Aurora Zantedeschi             | 6-2, 6-2               |
| 30. | 11 settembre 2021 | Elle Spirit Open, Montreux                                    | Terra rossa     | Estelle Cascino        | Conny Perrin Eden Silva                        | 7-6(4), 6-4            |
| 31. | 10 maggio 2022    | ForteVillage ITF Trophy, Pula                                 | Terra rossa     | Angelica Moratelli     | Francisca Jorge Matilde Jorge                  | 6-4, 7-5               |
| 32. | 11 giugno 2022    | Internazionali Femminili di Tennis Città di Caserta, Caserta  | Terra rossa     | Despina Papamichail    | Francisca Jorge Matilde Jorge                  | 4-6, 6-2, [10-6]       |
| 33. | 24 settembre 2022 | ForteVillage ITF Trophy, Pula                                 | Terra rossa     | Angelica Moratelli     | Jennifer Ruggeri Noelia Zeballos               | 6-4, 6-4               |
| 34. | 16 ottobre 2022   | ForteVillage ITF Trophy, Pula                                 | Terra rossa     | Angelica Moratelli     | Jessie Aney Sapfo Sakellaridi                  | 6(4)-7, 7-5, [10-5]    |
| 35. | 17 giugno 2023    | BMW Roma Cup, Roma                                            | Terra rossa     | Angelica Moratelli     | Oana Gavrilă Sapfo Sakellaridi                 | 3-6, 6-0, [10-7]       |
| 36. | 4 agosto 2023     | Internazionali di Tennis del Friuli Venezia Giulia, Cordenons | Terra rossa     | Angelica Moratelli     | Isabelle Haverlag Eva Vedder                   | 0-6, 6-2, [10-5]       |
| 37. | 28 ottobre 2023   | Torneig Internacional Els Gorchs, Les Franqueses del Vallès   | Cemento         | Angelica Moratelli     | Gao Xinyu Darja Semeņistaja                    | 4-6, 7-5, [10-6]       |
| 38. | 20 gennaio 2024   | ITF WTT KSLTA, Bangalore                                      | Cemento         | Darja Semeņistaja      | Li Yu-yun Eri Shimizu                          | 3-6, 6-2, [10-8]       |
| 39. | 2 novembre 2024   | Engie Open Nantes Atlantique, Nantes                          | Cemento (i)     | Tyra Caterina Grant    | Diāna Marcinkēviča Sada Nahimana               | 6-2, 6-1               |
| 40. | 15 marzo 2025     | Intaro Elite Cup, Târgu Mureș                                 | Cemento (i)     | Nina Stojanović        | Madeleine Brooks Justina Mikulskytė            | 7-6(1), 6-2            |

#### Sconfitte (31)
| Torneo $100.000 (1) |
| Torneo $80.000 (0)  |
| Torneo $75.000 (0)  |
| Torneo $60.000 (5)  |
| Torneo $50.000 (0)  |
| Torneo $40.000 (0)  |
| Torneo $25.000 (13) |
| Torneo $15.000 (4)  |
| Torneo $10.000 (8)  |

| N.  | Data              | Torneo                                                       | Superficie  | Compagna             | Avversaria in finale                      | Punteggio              |
| 1.  | 16 ottobre 2010   | GD Tennis Cup, Adalia                                        | Terra rossa | Başak Eraydın        | Chantal Škamlová Nikola Vajdová           | 1–6, 3–6               |
| 2.  | 17 agosto 2013    | Torneo Città di Locri, Locri                                 | Terra rossa | Alice Matteucci      | Federica Di Sarra Despina Papamichail     | 3-6, 6-3, [4-10]       |
| 3.  | 9 novembre 2013   | AEGON Pro Series Loughborough, Loughborough                  | Cemento (i) | Francesca Palmigiano | Jocelyn Rae Anna Smith                    | 0–6, 6–4, [3–10]       |
| 4.  | 22 febbraio 2014  | Open GDF SUEZ de la Ville de Macon, Mâcon                    | Cemento (i) | Federica Di Sarra    | Audrey Albié Kinnie Laisné                | 3-6, 6-2, [8-10]       |
| 5.  | 26 aprile 2014    | ITF Women's Circuit Chiasso, Chiasso                         | Terra rossa | Alice Matteucci      | Chiara Grimm Jil Teichmann                | 5-7, 3-6               |
| 6.  | 29 settembre 2014 | GD Tennis Cup, Adalia                                        | Cemento     | Déborah Kerfs        | Ye Qiuyu You Xiaodi                       | 5-7, 6-2, [8-10]       |
| 7.  | 17 gennaio 2015   | Soho Square Egypt Women's, Sharm el-Sheikh                   | Cemento     | Yuuki Tanaka         | Pia König Eva Wacanno                     | 6–4, 6(2)-7, [5–10]    |
| 8.  | 9 maggio 2015     | Tennis Organisation Cup, Adalia                              | Cemento     | Nicoleta Dascălu     | Anita Husarić Al'ona Sotnikova            | 1-6, 2-6               |
| 9.  | 11 luglio 2015    | Torneo Internacional de Tenis de Getxo, Getxo                | Terra rossa | Laëtitia Sarrazin    | Lucía Cervera Vázquez Alexandra Nancarrow | 3–6, 5–7               |
| 10. | 7 ottobre 2016    | Forte Village International Tournament, Pula                 | Terra rossa | Claudia Giovine      | Jil Teichmann Tamara Zidanšek             | 2-6, 4-6               |
| 11. | 5 marzo 2017      | Open GDF SUEZ de la Ville de Macon, Mâcon                    | Cemento (i) | Alice Matteucci      | Ilona Kramen' Diāna Marcinkēviča          | 7-6(5), 6(1)-7, [4-10] |
| 12. | 15 aprile 2017    | Forte Village International Tournament, Pula                 | Terra rossa | Cristiana Ferrando   | Georgina García Pérez Bernarda Pera       | 4-6, 3-6               |
| 13. | 26 maggio 2017    | Internazionali Femminili di Tennis Città di Caserta, Caserta | Terra rossa | Diāna Marcinkēviča   | Deborah Chiesa Martina Colmegna           | 6(5)-7, 4-6            |
| 14. | 27 gennaio 2018   | Open GDF SUEZ 42, Andrézieux-Bouthéon                        | Cemento (i) | Kimberley Zimmermann | Ysaline Bonaventure Bibiane Schoofs       | 6-4, 5-7, [7-10]       |
| 15. | 14 ottobre 2018   | Forte Village International Tournament, Pula                 | Terra rossa | Giorgia Marchetti    | Cristina Dinu Réka Luca Jani              | 6-3, 1-6, [11–13]      |
| 16. | 27 ottobre 2018   | Forte Village International Tournament, Pula                 | Terra rossa | Cristina Dinu        | Valentina Ivachnenko Anastasia Zarycká    | 2-6, 4-6               |
| 17. | 7 aprile 2019     | Forte Village International Tournament, Pula                 | Terra rossa | Giorgia Marchetti    | Katharina Hobgarski Valerija Strachova    | 2-6, 7-6(4), [11–13]   |
| 18. | 21 aprile 2019    | Forte Village International Tournament, Pula                 | Terra rossa | Giorgia Marchetti    | Federica Di Sarra Anastasia Grymalska     | 4-6, 1-6               |
| 19. | 25 gennaio 2020   | Movistar World Tennis Tour, Manacor                          | Cemento     | Marija Marfutina     | Nina Stadler Margot Yerolymos             | 6–2, 3–6, [5–10]       |
| 20. | 1º febbraio 2020  | Movistar World Tennis Tour, Manacor                          | Cemento     | Marija Marfutina     | Suzan Lamens Nina Stadler                 | 6–4, 1–6, [6–10]       |
| 21. | 18 settembre 2020 | Torneo Internazionale Femminile Città di Grado, Grado        | Terra rossa | Federica Di Sarra    | Anna Bondár Fanny Stollár                 | 5-7, 2-6               |
| 22. | 6 febbraio 2021   | Movistar World Tennis Tour, Manacor                          | Cemento     | Ekaterina Jašina     | Francisca Jorge Stéphanie Visscher        | 7–6(4), 3–6, [2–10]    |
| 23. | 4 giugno 2021     | Torneo Internazionale Femminile Città di Grado, Grado        | Terra rossa | Federica Di Sarra    | Lucia Bronzetti Isabella Šinikova         | 4-6, 6-2, [8-10]       |
| 24. | 9 ottobre 2021    | Open Feminin 50, Cherbourg-en-Cotentin                       | Cemento (i) | Estelle Cascino      | Sarah Beth Grey Arianne Hartono           | 3-6, 2-6               |
| 25. | 16 luglio 2022    | Torneo Internazionale Femminile Antico Tiro a Volo, Roma     | Terra rossa | Estelle Cascino      | Andrea Gámiz Eva Vedder                   | 5-7, 6-2, [11-13]      |
| 26. | 8 ottobre 2022    | ForteVillage ITF Trophy, Pula                                | Terra rossa | Aurora Zantedeschi   | Jessie Aney Sapfo Sakellaridi             | 6(1)-7, 4-6            |
| 27. | 10 giugno 2023    | Internazionali Femminili di Tennis Città di Caserta, Caserta | Terra rossa | Despina Papamichail  | Anastasija Tichonova Moyuka Uchijima      | 4-6, 2-6               |
| 28. | 26 agosto 2023    | Zubr Cup, Přerov                                             | Terra rossa | Angelica Moratelli   | Sapfo Sakellaridi Anna Sisková            | 2-6, 3–6               |
| 29. | 2 settembre 2023  | Kuchyně Gorenje Prague Open, Praga                           | Terra rossa | Angelica Moratelli   | Martyna Kubka Jibek Kulambaeva            | 6(3)-7, 4-6            |
| 30. | 9 marzo 2024      | Santo Domingo Women's, Santo Domingo                         | Cemento     | Leyre Romero Gormaz  | Carmen Corley Ivana Corley                | 2-6, 7-6(3), [5-10]    |
| 31. | 13 aprile 2024    | Zaragoza Open, Saragozza                                     | Terra rossa | Angelica Moratelli   | Miriam Kolodziejová Anna Sisková          | 2-6, 3-6               |

## Competizioni a squadre

### Sconfitte (1)
| N. | Data           | Torneo             | Superficie | Compagni                                                                                             | Avversari in finale                                                                                            | Punteggio |
| 1. | 8 gennaio 2023 | United Cup, Sydney | Cemento    | Martina Trevisan Lucia Bronzetti Matteo Berrettini Lorenzo Musetti Andrea Vavassori Marco Bortolotti | Jessica Pegula Madison Keys Alycia Parks Desirae Krawczyk Taylor Fritz Frances Tiafoe Denis Kudla Hunter Reese | 0-4       |